# Złamanie podstawy czaszki
Złamanie podstawy czaszki – złamania w obrębie kości podstawy czaszki, a więc obejmujące kość czołową, sitową, klinową, skroniową bądź potyliczną. 
Świadczą one o dużych siłach działających podczas urazu. Należy jednak pamiętać, że zwłaszcza u dzieci, aż w 40% przypadków można nie stwierdzić zmian RTG. Dlatego podstawą rozpoznania złamania podstawy czaszki są występujące objawy kliniczne, które zależą od lokalizacji złamania.

## Złamania w obrębie przedniego dołu czaszki
- wyciek wodnistej wydzieliny (płyn mózgowo-rdzeniowy) z nosa
- krwiak okularowy
- utrata powonienia (anosmia)
- porażenie ruchu gałek ocznych (zez pourazowy)

## Złamania w obrębie dołu środkowego czaszki
- krwiak jamy bębenkowej (hematotympanum) z wyciekiem krwi z ucha bądź bez
- wyciek wodnistej wydzieliny (płyn mózgowo-rdzeniowy) z ucha
- zawroty głowy
- jednostronna utrata słuchu w przypadku uszkodzenia kosteczek słuchowych bądź nerwu[2]
- objaw Battle’a – wylew podskórny w okolicy wyrostka sutkowatego

## Złamania w obrębie dołu tylnego czaszki
Złamania w obrębie dołu tylnego mogą powodować ucisk pnia mózgu i doprowadzać do objawów:
- zaburzenia oddychania
- niedociśnienie tętnicze
- tachykardia

## Późne powikłania
Późnym powikłaniem, niezależnie od miejsca złamania, jest zapalenie opon mózgowo-rdzeniowych.